# Gunnar Alván
Gunnar Alván, född 1945, är en svensk medicinsk forskare och ämbetsman.
Alván disputerade 1977 vid Karolinska institutet. Från 1980 var han ansvarig för Läkemedelsinformationscentralen på Huddinge sjukhus, där han var professor i klinisk farmakologi och överläkare.
Alván var generaldirektör för Läkemedelsverket från 1999 till 2008.